# Fallout 76
A Fallout 76 egy online akció-szerepjáték, melyet a Bethesda Game Studios fejlesztett, és a Bethesda Softworks adott ki 2018-ban, Microsoft Windows, PlayStation 4 és Xbox One platformokra. A Fallout sorozat első játéka amely teljesen többjátékos módot tartalmaz (MMORPG). Ebben a játékban a játékosok egy posztapokaliptikus környezetben járhatnak be egy teljesen nyílt világot. A Bethesda a fejlesztés során a Creation Engine motort használta, mely a Fallout 4-ben is szerepelt.
A játék vegyes kritikákat kapott, számos negatívum illette a technikai hibákat, tervezési hiányosságokat, és a nem játékos karakterek (NPC) kezdeti teljes hiányát; emellett a Bethesda módszereit a kritizált hiányosságok megoldásával kapcsolatban.

## Játékmenet
A Fallout 76 a Bethesda Game Studios első online szerepjátéka. A játékos vagy egyedül, vagy legfeljebb önmagát beleszámítva 4 fős csapatban járhatja a világot. A szerverek dedikáltak, azaz a játékos azokhoz kötött. A játék publikus szerverekkel indult, csak később merült fel annak a lehetősége, hogy valamilyen módon lehessen privát szervert is indítani, ahol a játékos a saját maga által meghívott barátaival együtt játszhat.
Több elemet megtartottak a korábbi szerepjátékokból. Ilyen a V.A.T.S. névre hallgató célzórendszer, mely ezúttal valós időben működik. A játék világa továbbra is nyílt világ, négyszer akkora területtel, mint ami a Fallout 4-ben látható. A helyszín ezúttal az Appalachia névre hallgató Nyugat-Virginia, számos olyan helyszínnel, melyek a valóságban is léteznek, illetve olyan mutáns szörnyekkel, amelyeket a helyi folklór inspirált (pl. a molyember).
Megmaradt a SPECIAL-rendszer is, azaz a karakterek alapképességeit az erő, az érzékelés, a kitartás, a karizma, az intelligencia, az ügyesség, és a szerencse határozzák meg. Szintlépésekkor ezeket a képességeket lehet fejleszteni 1-től 15-ig terjedő skálán. Bizonyos szintlépésenként passzív képességek (perkek) is felvehetőek, amelyek szintén bónuszt adnak a SPECIAL-rendszeren belül, és cserélhető kártyák formájában léteznek. Minden kártyának van egy értéke, a játékos pedig azokat használhatja, amelyek értéke megfelel az aktuális képzettségének. A játékos egyesítheti is a kártyákat, amelyekkel erősebb - de nagyobb értékű - kártya jön létre. A rendszer célja az, hogy a korábbi játékok folyamatosan meglévő perkjei helyett mindig az aktuális helyzethez igazodóan tudjuk variálni képességeinket.
A játékból az induláskor teljes egészében kimaradtak a nem játékos karakterek (NPC-k), így minden ember, akivel találkoztunk, egy másik játékos volt. Ennek megfelelően a történet elmesélése is megváltozott: robotokon, hololemezeken, terminálokon keresztül történt, és ezek adják a küldetéseket is. A Wasteland frissítéssel 2020 áprilisában kerültek be a játékba az NPC-k. Megmaradt az előző részből ismert építkezés lehetősége. Mivel más játékosok esetleg elpusztíthatják ezeket, így amikor a karakter offline, az építkezése állapota mentésre kerül és nem látható mások számára. Megmaradtak a nukleáris fegyverek is: egy ilyen felhasználásával radioaktívvá tett környéken sokkal jobb holmik felkutatására van esély, miközben a sugárzás odacsal extra erős lényeket is.
Az induláskor csak egyetlen játékmód, a fentebb részletezett "Adventure Mode" képezte a játék részét. 2019 márciusától októberig létezett egy "Survival Mode" is, amelyben a játékosok egymást is levadászhatták, és ranglistákon szerepelhettek. 2019 júniusában egy battle royale játékmód, a "Nuclear Winter" is bekerült a programba. A játékosok ebben az esetben az 51-es Menedékben kezdtek, amelynek mesterséges intelligencia ura egymás elleni harcra kényszerítette a lakókat. Ebben a módban az alapjáték pár eleme megtalálható volt, mint a tervrajzok vagy a nukleáris rakéták indítókódjai. Idővel a játéktér mérete fokozatosan csökkent, ezzel is arra késztetve a játékosokat, hogy minél előbb végezzenek a másikkal. Az győzött, aki (vagy amelyik csapat) utoljára életben maradt. Ez a játékmód 2021 szeptemberében megszűnt. 2019 októberében indult a Private Worlds, azaz a privát szerveren történő barangolás, de ez csak a Fallout 1st előfizetők számára volt elérhető. Ezt aztán 2021 szeptemberében integrálták a Fallout Worlds játékmódba, mely immár teljesen személyre szabhatóvá tette azt. A Private Worlds jelenlegi neve Custom Worlds, emellett elérhető még a Public Worlds is, amelyek a fejlesztők által kitalált különféle módosított világok.

## Történet
A játék az előző részek univerzumában, egy alternatív idősíkon játszódik, 2102-ben, 25 évvel a Nagy Háború után, mely egy nukleáris háború volt, és az egész Földet radioaktív sivataggá változtatta. Játékosunk a nyugat-virginiai 76-os Menedékből indul útjára, ahol az ország legkitűnőbb és legtalpraesettebb elméi vészelték át az eseményeket. A Visszafoglalás Napján ("Reclamation Day") a Menedék túlélői nekilátnak újra benépesíteni a pusztaságot.
Főhősünk is elindul teljesíteni a küldetést, első útja azonban a Menedék korábbi Felvigyázójához vezet. Ő elmondja, hogy a Menedéknek volt egy másodlagos direktívája is: biztosítani egy sor nukleáris fegyvert, amit szerte Appalachiában halmoztak fel. Első feladatunk felvenni a kapcsolatot a Válaszolók (Responders) néven ismert szervezettel, akik a vészhelyzeti rádióállomások hullámhosszán keresztül segítették a háború után a túlélőket. Ez sikertelen lesz, mert nekik menekülniük kellett a Felperzseltek (Scorched) nevű másik szervezet elől. A Felperzseltek nem mások, mint olyan ghoulok, akik a sugárzás hatására létrejött perzselő bestia (Scorchbeast) lehelletétől megfertőződtek. A Scorchbeast pedig nem mást, mint egy mutáns denevér, amit az Enklávé egyik kísérleti biológiai fegyvere hozott létre egy régi bányában. Ezek az állatok folyamatosan növekednek, és az őket megfertőző vírussal szimbiózisban élnek. A kollektív tudat irányítója egy királynő, amelyik rendszeresen támadást intéz az emberek ellen. Mivel ők fenyegetést jelentenek a túlélőkre, ezért a játékos feladata egy nukleáris fegyver kilövése a királynő feltételezett tartózkodási helyére. Ehhez fel kell tárnia a Szabad Államok néven ismert szervezet bunkereit, akik a Felperzseltek és a bestia levadászásán munkálkodtak. Ugyan sikerül egy radart építeni az általuk hátrahagyott alkatrészekből, de annak kicsi hatótávolsága miatt tulajdonképpen használhatatlan. Így aztán először fel kell erősíteni a radar jelét, majd a játékosnak be kell törnie a kormányzati számítógépes rendszerbe, mely felkelti az Enklávé figyelmét - ők a korábbi epizódokból ismert amerikai árnyékkormány. MODUS, a központosított mesterséges intelligenciájuk hajlandó segíteni a detektálásban, ha cserébe a játékos több számítógépet is visszaköt a kormányzati hálózatba.
MODUS segítségével a játékos megtalálja a keresett helyet és odairányítva egy rakétát szétbombázza a bestia fészkét. A becsapódás helyén egy lejárat nyílik egy titkos föld alatti laborba, amelyből kiderül, hogy a bestia valóban egy ember alkotta szörny. A robbanás ereje felébreszti a bestia királynőt, akivel meg kell küzdeni, de ha sikerrel járunk, Appalachia egy időre fellélegezhet.

### Wastelanders
Egy év telt el az események óta. Az emberek kezdenek visszaszivárogni a környékre, ahogy megtudják, hogy biztonságos, és persze az állítólagos mesés kincsek ígérete is csábítóan hat. Az újonnan érkezők két frakcióra oszlanak: a Telepesek vezére Paige, a fosztogatóké pedig Meg. A segítségükkel kell először a maradék Felperzseltekkel szemben megoldást találni a 76-os Menedéknek, majd elindul a kincsvadászat. Állítólag a Vault-Tec Egyetem rendelkezett egy titkos részleggel, ahol a világ vezető elméi szigorúan titkos dolgokon dolgoztak a háború előtt. Az egyetem épületébe érkezve kiderül, hogy ott található a 79-es Menedék is, amelyben az Egyesült Államok háború előtti teljes aranytartalékát őrizték, természetesen kiemelt biztonság mellett. A vagyon megszerzése céljából valamelyik frakcióval szövetkeznünk kell, és ennek során többször döntési helyzetbe is kerülünk azzal kapcsolatosan, hogy a kincsből kit mennyi illet.

### Steel Dawn
Kaliforniából egy csapat érkezik Maxson tábornok megbízásából az Acél Testvérisége részéről, miután a Felperzsertek végeztek Taggerdy paladinnal és társaival. A hosszú út során alaposan megfogyatkozott csapat Fort Atlasban üt tábort, és céljuk a jelenlétük megerősítése, melynek során egyes frakciókkal szemben ellenségesek, míg másokkal valamivel jobb a viszonyuk.

### Steel Reign
2104-re Appalachia viszonylag békésnek mondható területté válik, azonban az Acél Testvérisége megosztott, mert Rahmani paladin és Shin lovag azon vitatkoznak, hogy a szervezet elsődleges direktíváit be kell-e tartani avagy sem. Ha ez nem lenne elég, szupermutánsok és az Enklávé által elszabadított rémségek kezdik el terrorizálni a lakosságot. Innentől kezdve mindenki számára kulcsfontosságúvá válik, hogy betartva a direktívát a Testvériség kizárólag a háború előtti technika begyűjtésén és megőrzésén munkálkodjon, vagy segítsen a lakosságnak. Mivel a kapcsolat Maxsonnal és a Lost Hills-i bunkerrel elveszett, a döntés csak rajtunk áll.

### Expeditions: The Pitt
Még mielőtt kiirtották volna őket a Felperzseltek, a Válaszolók szert tettek egy működőképes vertibirdre, amivel elrepültek egészen Pittsburgh-ig, amit most már The Pitt-nek hívnak. A Pittsburghi Szövetség áll szemben a fosztogató Fanatikusokkal, akiktől meg kell őket védenünk és folytatnunk kell a civilizáció helyreállítását.

## Fejlesztése
Kezdetben a Bethesda csak az egyjátékos Fallout-játékok jogait vette meg az Interplaytől, a többjátékos módot meghagyta nekik azzal, hogy ha 2009-ig nem sikerül elkészíteniük egy online szerepjátékot, a jogok a Bethesdát illetik. Az Interplay a bolgár Masthead Studios segítségével el is kezdte fejleszteni a "Project V13" kódnéven futó játékot, amelynek 2010-ben a Fallout Online nevet adták. A Bethesda azonban beperelte őket, mert nem sikerült határidőben befejezni azt, és először sikeresen elérte, hogy ideiglenesen leállítsák a fejlesztést, majd 2012-ben megvették a névjogokat. A Fallout Online ettől a ponttól kezdve nevet változtatott, és mint BIMAR (Black Isle Mayan Apocalypse Replacement) kódnéven folytathatták a fejlesztést az Interplay részéről.
A Bethesda az akkor már fejlesztés alatt álló Fallout 4 grafikus motorjának a felhasználásával az alapoktól tervezte újra az egész koncepciót. Ehhez sok apró dolgot kellett módosítani, köztük a megvilágítási rendszert és a domborzati viszonyok ábrázolását is újra kellett tervezniük. Ily módon többször részletességet tudtak elérni, mint a korábbi Creation Engine-es játékok. A kibővített időjárási rendszernek valamint a megnövelt látótávolságnak köszönhetően a játékos már azt is láthatja a messzi távolból, ha felé tart egy vihar.

## Megjelenés

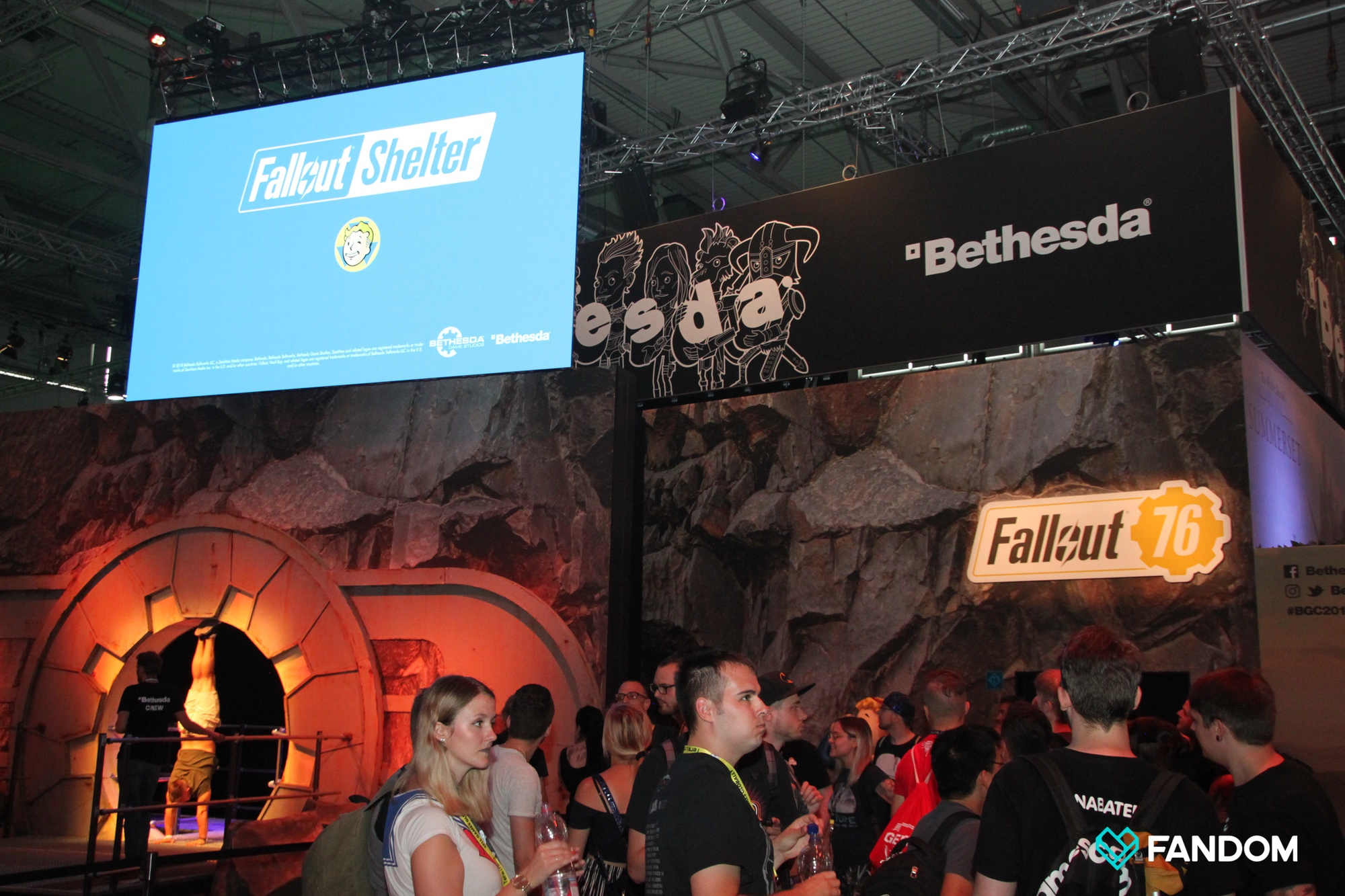
Promóciós esemény a 2018-as Gamescom-on

Először 2018. május 30-án jelentették be, hogy valami készül: 24 órán keresztül sugározták Twitch-en a "Please Stand By" feliratot egy Vault Boy-figurával. A streamet több mint kétmillióan látták, melyet egy időben százezrek néztek, várva a bejelentést. Hivatalosan 2018 júniusában az E3-on jelentették be a játékot, november 14-i megjelenéssel számolva. Október 23 és 30. között a különböző platformokon bétatesztet indítottak.

## Fogadtatás
Már a megjelenés előtt voltak elégedetlen hangok, akik petícióban követelték, hogy szerepeljen egyjátékos mód is a játékban. Több ezren írták alá a végül eredmény nélküli beadványt. A játék bejelentése jó hatással volt a virginiai turizmusra. További népszerűséget generált a játék előzetesében felhasznált számnak, John Denver "Take Me Home, Country Roads" című számának.
A megjelenést követően már egész más jellegű kritikák érkeztek. A Metacritic nevű online lap szerint PlayStation 4-en vegyes-átlagos, az Xbox One-on "általában nem kedvelt" értékelések születtek. A Forbes magazin szerint a Fallout 76 kiadása elkapkodott és át nem gondolt volt. A The Guardian szerint a játék csak értelmetlen mászkálás a pusztaságban gyenge konfliktusokkal és küldetésekkel. Az Eurogamer szerint a játék egy bukott kísérlet.
Magyarországon is vegyes kritikákat kapott a játék. A GameStar 10-ből 7 pontot adott rá, kiemelve, hogy a hangulat és a zenék nagyon jók, viszont a hagyományos Fallout-játékelemek nem illenek a többjátékos módhoz, a perk-rendszer esetlen, és rengeteg a bug. Az IGN 5.5 pontot adott a játékra, pozitívumként a hangulatot és a fejlődési rendszert kiemelve, negatívumként pedig az erősen megkérdőjelezhető koncepciót, a hajmeresztő bugokat, az optimalizálatlanságot és a korszerűtlen látványvilágot.
A legtöbb kritika tehát az optimalizálatlanságot és az ebből kifolyólag hemzsegő hibákat érte, illetve a monotóniát, és az NPC-k teljes hiányát. Szintén kritika érte, hogy a játék nem került fel Steam-re, hanem a Bethesda saját programját kellett hozzá letölteni.
A megjelenést követően számos blamázs borzolta a játékosok kedélyeit. AZ előrendelőknek szánt gyűjtői kiadás, a Power Armor Edition mellé ugyanis egyszerű nejlontáskát csomagoltak, noha eredetileg vászontáskát ígértek. A Bethesda elárulta, hogy ez azért van így, mert sajnos a megjelenés előtt kifogyott a gyártó az alapanyagból, és kárpótlásként a játékban elkölthető pénzt ajánlott fel. Pár nappal később aztán kiderült, hogy a megjelenés előtt a Bethesda különféle online influencereknek a reklámozásért cserébe vászontáskákat küldött, ami még jobban felhergelte az egyébként is dühös közönséget. A cégnek így nem volt más választása: bejelentette, hogy minden vásárló nejlontáskáját vászonra cseréli.
December 5-én egy technikai malőr következtében kikerültek azoknak a felhasználóknak az adatai az internetre, akik korábban az ügyfélszolgálatot keresték meg. Egész pontosan felhasználók jelezték, hogy más játékosok adatait látták, dönthettek az ügyükkel kapcsolatban, és hozzáférhettek bizalmas információkhoz.
Nem tetszett a játékosoknak az sem, hogy a játékban használható pénzért vásárolható virtuális valuta, az Atom segítségével is horribilis összegekért juthatnak hozzá akár egyszerű kozmetikai kiegészítőkhöz is. Amellett az Atom segítségével sok esetben előnyhöz jutottak azok a játékosok, akik pénzért vásároltak belőle, mint azok, akik a játék során lassacskán gyűjtögették össze azt.
A negatív hírverés miatt a játék árát már egy héttel a megjelenés után a felére csökkentették. Folyamatosan érkeznek hozzá a hibajavítások, az első napi patch önmagában nagyobb volt, mint az egész játék. A megjelenést követő első hetekben komoly problémákat jelentettek a csalók, illetve azok, akik a játék hibáit kihasználva jogosulatlanul jutottak előnyökhöz (például egy bugot kihasználva duplikálhatták tárgyaikat vagy épp be tudtak jutni egy csak a fejlesztők számára elérhető helyiségbe, ahol a játékbeli összes fegyver felvehető volt). A modder közösség tagjait is hasonló okokból, figyelmeztetés nélkül tiltották ki, egy utóbb írt levéllel, melyben arra kérik őket, hogy foglalják össze, miért rombolja a csalás és a modok használata az online játékélményt. Számos modder fel volt háborodva, ugyanis az ő kiegészítéseik éppen hogy a játék bosszantó hibáit, hiányosságait javították ki a Bethesda helyett.
2019. október 23-án bejelentették a Fallout 1st játékmódot, mely egy prémium előfizetéses tagság, havi 13 dollárért vagy évi 99-ért. A vele járó előnyök között az egyik a privát szerver indításának lehetősége, melyen egyedül vagy legfeljebb hét barát meghívásával nyolcan lehet kalandozni. Emellett bekerült egy végtelen tárolási lehetőséget biztosító doboz a barkácsoláshoz, a gyors utazás ellátmánnyak való biztosítással, havi 1650 Atom, és exkluzív kozmetikai tárgyak. Ez sem tetszett sokaknak, hiszen a privát szervereket már a játék indulásakor kérték, és azért most már külön kellene fizetniük, nem is keveset - ráadásul az előfizetéses modell már régóta visszaszorulóban volt a hasonló játékoknál más, alternatív lehetőségek bevetése mellett.
Kisebb apróságok is borzolták a kedélyeket, mint például a Nuka Dark Rum nevű alkoholos ital, amely a Fallout 4 "Automatron" DLC-ben látható Nuka Cola Dark alapján készült promóciós céllal. A tervezettnél később, csak 2018 decemberében volt kapható, ráadásul magas, 80 dolláros áron, és nem a rajongók által várt, Nuka Cola formájú üvegben, hanem egy szimplában, műanyag bevonattal.